# Ambato (departement)
Ambato is een departement in de Argentijnse provincie Catamarca. Het departement (Spaans:  departamento) heeft een oppervlakte van 1.797 km² en telt 4.525 inwoners.

## Plaatsen in departement Ambato
- Cerco del Palo
- Chavarría
- Chuchucaruana
- Colpes
- El Bolsón
- El Chorro
- El Faldeo
- El Parque
- El Polear
- El Rodeo
- El Tabique
- Huaycama
- Humaya Norte
- Humaya Sur
- La Aguada
- La Isla
- La Puerta
- La Quebrada
- La Quebradita
- La Rinconada
- Las Agüitas
- Las Burras

- Las Cañadas
- Las Chacritas
- Las Higueras
- Las Juntas
- Las Piedras Blancas
- Loma Cortada
- Loma de las Tordillas
- Los Castillos
- Los Narváez
- Los Navarros
- Los Potrerillos
- Los Talas
- Los Varela
- Puesto El Medio
- Puesto Gracián
- Puesto Mascareño
- Puesto Serafin
- Río de las Casas Viejas
- Rodeo Grande
- Singuil
- Villa El Alto